# Rungia sisparensis
Rungia sisparensis är en akantusväxtart som beskrevs av T. Anders.. Rungia sisparensis ingår i släktet Rungia och familjen akantusväxter. Inga underarter finns listade i Catalogue of Life.